# Philip Harris
Philip Charles Harris (né le 15 septembre 1942) est un homme d'affaires anglais, membre du parti conservateur et membre de la Chambre des lords.
Il est le sponsor de la grande fondation académique Harris Federation.

## Activités
Il est président et chef de la direction de Harris Carpets. Harris Carpets a acquis Queensway en 1977 pour devenir Harris Queensway plc jusqu'à ce que la société soit reprise en 1988. Harris est conseiller et actionnaire de Tapi Carpets, un détaillant de revêtements de sol créé récemment par un certain nombre de membres de l'ancienne équipe de direction de Carpetright. Harris est le président de Carpetright plc et quitte son poste en 2014.
Lord Harris a également été directeur non exécutif de Great Universal Stores plc pendant 18 ans, prenant sa retraite du conseil d'administration de GUS en juillet 2004. Lord Harris devient administrateur non exécutif de Matalan en octobre 2004.
Il est nommé au conseil d'administration de l'Arsenal Football Club comme directeur non exécutif en novembre 2005.
Lord Harris est le copropriétaire du cheval médaillé d'or olympique Hello Sanctos qui remporte une médaille d'or avec Scott Brash dans l'épreuve de saut d'obstacles par équipe aux Jeux olympiques d'été de 2012 à Londres .
Lord Harris et Graham Kirkham ont acheté le cheval pour environ 2 millions d'euros au début de 2012. Ils sont également copropriétaires des chevaux Hello Sailor, Hello Unique et Hello Boyo .

## Politique
Harris est un donateur du Parti conservateur depuis les années 1980 et un grand admirateur de Margaret Thatcher. Il fait également des dons à David Cameron, lorsqu'il est chef du Parti conservateur. Il est considéré comme l'un de ses amis personnels. Ses liens avec Cameron ont fait l'objet d'un examen minutieux deux ans plus tard lorsqu'il est apparu qu'Andrew Feldman, un de ses associés politiques et un autre donateur de la campagne à la direction de Cameron, a utilisé le nom de Harris pour revendiquer les privilèges accordés aux membres actifs de la Chambre des lords.
Il est nommé pair à vie en tant que baron Harris de Peckham, dans l'arrondissement londonien de Southwark le 11 janvier 1996.
Dans une interview accordée au Times en septembre 2017, il décrit Theresa May comme très indécise contrairement à Thatcher, désespérée pendant la campagne électorale qu'elle aurait dû gagner facilement, et dirigeait un gouvernement faible et sans direction.
Lors de l'élection à la direction du Parti conservateur de Juillet-Septembre 2022, il a soutenu Liz Truss à la tête du parti.

## Académies de la Fédération Harris
Il a largement contribué à l'éducation et de nombreuses écoles et collèges (comme Harris Manchester College, Oxford) portent son nom. Par le biais de la Fédération Harris, de nombreuses écoles secondaires du sud de Londres ont reçu des dons. Dans l'arrondissement londonien de Croydon, il contribue à la fondation du Harris City Technology College, de la Harris Academy South Norwood et de la Harris Academy Merton, de la Harris Academy Purley, de la Harris Academy Chafford Hundred, de la Harris Academy Peckham .

## Vie privée
Lord Harris est classé 206e dans la Sunday Times Rich List 2006, avec une fortune estimée à 285 millions de livres sterling. Il est fait chevalier en 1985. Son épouse Pauline est créée Dame Commandeur de l'Ordre de l'Empire britannique (DBE) en 2004.